# Парк Кудояра
Парк Кудояра (также Дарзиньский парк; латыш. Kudojara parks, Kudojāra parks, Dārziņu parks) — небольшой парк в городе Риге, расположенный на его юго-восточной окраине, в микрорайоне Дарзини.
Парк был создан на неблагоустроенной территории дачного посёлка преимущественно усилиями одного человека — художника Владимира Никифоровича Кудояра, по его личной инициативе и на его средства.
Парк был основан в начале 1980-х годов, а в 2016 году Рижская дума официально утвердила статус парка и присвоила ему имя его создателя.

## История парка
В 1972 году рижский художник-монументалист, один из авторов многометровой настенной росписи в здании аэропорта «Спилве» (1955) Владимир Кудояр получил дачу в рижском дачном кооперативе «Дарзини». По весне уровень воды тут поднимался на два метра и доходил до порога садового дома. А напротив, в заброшенном известковом карьере, была устроена импровизированная свалка.
В начале 1980-х годов Кудояр начал очистку территории от мусора. Один из друзей помог с бульдозером, который вырыл 1200 кубометров загрязнённого грунта и выровнял ландшафт. Другой друг помог найти самосвалы, чтобы вывезти отходы на свалку.
Кудояр считает, что из всех видов искусств самым высоким является садово-парковое, так как первым садовником был Господь Бог, создавший Эдем. К садоводству Владимира приучил отец-садовник. Однако при создании парка в Дарзини пришлось ознакомиться с тематической литературой и приложить к полученным знаниям художественный подход.
Для обустройства парка требовалась плитка, за которой Кудояр отправился на завод железобетонных конструкций. Директор предложил ему честный обмен: Кудояр разбивает парк предприятию, а взамен получает несколько тысяч плиток, которыми были вымощены дорожки и берега пруда в Дарзини.
Для озеленения Владимир Кудояр купил и посадил 120 деревьев: пушистые ели, клены, березки, ивы. В Ботаническом саду были приобретены несколько сотен кустарников, многолетние цветы на клумбы. Когда вступила в строй Рижская ГЭС и уровень грунтовых вод поднялся, появилась возможность обустроить парк шестью прудами.
Начиная создание парка, Владимир Никифорович тратил на это собственные гонорары, а в советское время он зарабатывал 500—600 рублей в месяц. Не оставил он своих забот и со сменой экономического уклада: эксперты подсчитали, что за 30 лет он вложил в благоустройство парка и уход за ним 60-70 тысяч евро.
«Я интернационалист, и для меня родина — Земля. Я убеждён, человек рождается, чтобы отдавать. Наше только то, что мы отдаём, поскольку берём мы лишь чужое. Потому и парк — подарок всем жителям посёлка Дарзини», — говорит Владимир Кудояр.

## Посильная помощь
Помимо друзей, оказавших помощь на начальном этапе создания парка, энтузиаст помнит и других людей, которые оценили его труд. Местный предприниматель внёс 1000 латов в обустройство парка, одна из соседок принесла мешок семян травы и привезла земли. Нередко к весенне-летним работам подключается кто-то из молодых жителей посёлка.
Частная коллекция вывесок латвийских министерств и организаций времён Карлиса Улманиса стала основой экспозиции на открытом воздухе.
Однако во все годы существования самодеятельного парка находились и вандалы, которые мяли цветы, портили плитку, засоряли дренажные трубы и даже спиливали ценные деревья. Рыбу, которую Кудояр запускал в пруды, вылавливали.
Большинство жителей считают, что Кудояр проводит огромную воспитательную работу, однако сам он говорит: «Я просто живу согласно своим убеждениям».
Странного бородача заметили латвийские СМИ и даже кинематографисты. Парк Кудояра остался на плёнке нескольких документальных фильмов. Режиссёр международного фестиваля народных танцев «Sudmaliņas» увидел в созданном ландшафте маленькую Латгалию и решил провести здесь одно из мероприятий фестиваля. Одних только автобусов с танцорами тогда приехало не менее 15. Телевизионные группы из Москвы трижды делали интервью с Кудояром.

## От частного владельца в общественное пользование
В 1990-е годы в Латвии прошла денационализация собственности, и у территории парка в Дарзини нашелся владелец — частное лицо. Восточная исполнительная дирекция инициировала переговоры с ним, в результате в 2007 году Рижская дума пришла к соглашению с хозяином об обмене участка на другой надел. Окончательно права собственности на эту землю перешли к Думе в 2014 году, а уход за парком переняло муниципальное предприятие «Rīgas meži».
В августе и сентябре 2016 года в парке устроили детскую игровую площадку, новые пешеходные дорожки, почистили главный пруд, провели освещение, поставили скамейки.
Восточная исполнительная дирекция обратилась с инициативой в комитет городского развития Рижской думы с предложением назвать парк в Дарзини именем его создателя — Владимира Кудояра. 8 ноября 2016 на заседании Рижской думы по представлению Рижской комиссии по топонимам и названиям объектов городской среды предложение было одобрено, и с этого момента парк получил своё официальное название.